# Campionato di calcio della Repubblica Socialista Sovietica d'Estonia 1953
Il Campionato di calcio della Repubblica Socialista Sovietica d'Estonia 1953 era la massima divisione del campionato estone ed era un campionato regionale sovietico. La vittoria finale andò al Dünamo Tallinn che vinse il quinto titolo della sua storia.

## Formula
Era formato da dieci squadre: ogni formazione si incontrava le altre in gironi di andata e ritorno, per un totale di 18 incontri. Erano previsti due punti per la vittoria e uno per il pareggio. 

## Classifica finale
|    | Classifica finale  | G  | V  | N | P  | GF | GS | Dif | Pt |
| -- | ------------------ | -- | -- | - | -- | -- | -- | --- | -- |
| 1  | Dünamo Tallinn     | 18 | 12 | 3 | 3  | 54 | 18 | +36 | 27 |
| 2  | Kalev Narva        | 18 | 11 | 3 | 4  | 50 | 13 | +37 | 25 |
| 3  | Kalev Tallinn B    | 18 | 11 | 3 | 4  | 54 | 26 | +28 | 25 |
| 4  | Kalev Pärnu        | 18 | 10 | 4 | 4  | 39 | 28 | +11 | 25 |
| 5  | Kalev Kohtla-Järve | 18 | 11 | 0 | 7  | 44 | 11 | +33 | 22 |
| 6  | Kalev Järvakandi   | 18 | 7  | 3 | 8  | 16 | 19 | -3  | 17 |
| 7  | Spartak Viljandi   | 18 | 7  | 3 | 8  | 25 | 41 | -16 | 17 |
| 8  | Dünamo Rakvere     | 18 | 6  | 1 | 11 | 20 | 43 | -23 | 13 |
| 9  | Kalev Kivioli      | 18 | 2  | 3 | 13 | 14 | 59 | -35 | 7  |
| 10 | ÜSK Tartu          | 18 | 1  | 1 | 16 | 10 | 68 | -58 | 3  |

G = Partite giocate; V = Vittorie; N = Nulle/Pareggi; P = Perse; GF = Goal fatti; GS = Goal subiti; Dif = differenza reti; 